# Woodstown

Woodstown est un site archéologique de 1,5 km de large sur 0,5 km de long, situé sur la rive Sud de la rivière Suir, 5,5 km à l'ouest de Waterford, dans le sud-est de l'Irlande. À ne pas confondre avec la plage du même nom, située elle dans l'estuaire de la Suir, non loin du port de pêche de Dunmore East.

## Découverte et préservation
La National Roads Authority avait prévu de construire un contournement de la ville de Waterford, la N25, dont le tracé traversait le site. C'est dans les travaux préliminaires que les vestiges archéologiques ont été découverts. Le site semblant d'importance majeure, la NRA a dû détourner le parcours de la N25, à la suite d'un arrêté ministériel de 2005. 
Ses comptes rendus, fondés sur des fouilles en avril et août 2003 suggèrent que le site de Woodstown était une implantation défensive le long de la rivière Suir, avec des indices d'activité industrielle datant probablement d'entre 800 et 1000 av. J.-C.
Un groupe de défense a joué un rôle important dans la décision de préservation du site viking : le Save Viking Waterford Action Group (SVWAG), fondé en septembre 2004. Il a publié plusieurs appels au ministère irlandais de l'environnement, qui a fini par classer le site. Le professeur Donnchadh O’Corrain, historien du Moyen Âge à UCC, avait notamment décrit Woodstown comme "la découverte la plus significative pour l'étude des Vikings depuis peut-être un siècle". De nombreux archéologues, historiens, médiévistes et spécialistes du patrimoine du monde entier avaient indiqué que le site pourrait rapporter des millions à l'économie locale au travers des recettes engendrées par le tourisme archéologique.

## Implantation viking duIXesiècle

Carte montrant les implantations vikings au 8e (rouge foncé), 9e (rouge), 10e (orange) et 11e (jaune) siècles. Le vert désigne les zones sujettes à de fréquentes invasions vikings.

Près de 4 000 objets, dont des lingots d'argent, des clous de bateau, des pièces byzantines et des armes vikings, ont été découverts dans les premières fouilles. La majorité des objets en métal trouvés à Woodstown datent du milieu du IXe siècle.
Avec plus de 600 rigoles de maisons, puits et emplacements de foyers découverts, le site semble avoir été une implantation active et densément peuplée. Il avait probablement un rôle commercial, situé plus haut sur la rivière, à 6 km de la ville viking de Waterford.
Le site a été abandonné autour de 1050, pour des raisons inconnues.
Woodstown est la seule trace d'implantation viking de taille importante en Europe de l'Ouest.

## ImplantationdéiseduVesiècle(âge du fer)
Des études suggèrent que le site a pu être occupé et bâti par les Déise, tribu gaélique locale, au temps de saint Patrick et ce bien avant que les premiers Vikings arrivent en Irlande. 
À cette époque, les Déise étaient un peuple conquérant avec une forte tradition maritime et des colonies dans le sud-ouest du Pays de Galles.